# カミーロ・ダ・シウヴァ・サンヴェッゾ
カミーロ・サンヴェッゾ（Camilo Sanvezzo）ことカミーロ・ダ・シウヴァ・サンヴェッゾ（ポルトガル語: Camilo da Silva Sanvezzo、1988年7月21日 - ）は、ブラジル・サンパウロ州出身の元サッカー選手。現役時代のポジションはFW。
Kリーグ時代の登録名はカミーロ（ハングル: 까밀로）。

## クラブ歴

### コリンチャンス・アラゴアーノ
オエステ・パウリスタECの下部組織出身で2009年にSCコリンチャンス・アラゴアーノに加入した。

### コルミ
2009年夏にコルミFCに移籍。デビュー戦では決勝点を決めた他、9月26日と10月4日にはハットトリックを決めた。冬には韓国からオファーが来たが、移籍金の少なさと彼のチームにおける役割の大きさからこれを拒否した。1シーズンで22試合で24得点という記録を打ち出した。

### 慶南FC
2010年7月7日にKリーグの慶南FCに移籍。しかしトップチームでは7試合無得点に終わり、Bチームで7試合6得点を残したのみとなった。

### バンクーバー・ホワイトキャップス
2011シーズン前にバンクーバー・ホワイトキャップスのトライアルに参加。3月17日に加入した。開幕節の後半に投入されてメジャーリーグサッカー初出場。4月2日に2得点をあげて移籍後初得点、彼の2得点で試合は引き分けに持ち込まれた。アディショナルタイムに一人で2得点をあげた選手はメジャーリーグサッカー史上初めての存在であった。この活躍もあり合計12得点を記録した彼は、クラブの年間最優秀選手に選ばれた。
2012年2月1日に契約を延長。しかしこのシーズンは不調で、調子を取り戻す前にシーズンが終わった。ただし、クラブ・デポルティボ・チーヴァス・USA戦では1得点3アシストで4-0の快勝を演出した。結局5得点7アシストに終わった。
2013シーズンは前年の不調から回復し、リーグのMVP候補にもあがった。アシスト数は6であったが、コロラド・ラピッズからハットトリックを決めたのもあり、22得点で得点王に輝いた。
この活躍を見てローゼンボリBKが彼の獲得に興味を示した。これに対しバンクーバー・ホワイトキャップス会長のボブ・レナルドゥッツィは契約が残っているし2014年も活躍してくれる事を期待していると述べた。2014年1月にはリーガMXのケレタロFCからの興味が繰り返し報じられ、移籍は完了したと述べるメディアも現れた。バンクーバー・ホワイトキャップス側はただの噂に過ぎないと一蹴、ケレタロのホームページにあった詳細も抹消された。しかし彼自身はケレタロでトレーニングを続けており、バンクーバー・ホワイトキャップス側は彼の行動に対し、「理解しがたく不適切でプロ失格」と謗った。バンクーバー・ホワイトキャップスのサポーターの反応も割れ、彼とフロントにどうなっているのかと詰め寄る事態にもなった。

### ケレタロ
2014年1月17日に結局移籍は成立、バンクーバー・ホワイトキャップスは数百万ドルの移籍金を受け取った。2014年のアペルトゥーラではマウロ・ボセーリと並んで12得点の得点王に立った。しかしその後は怪我にも苦しみ、2015年のクラウスーラで負傷から復帰して僅か数週間で別の箇所を負傷、アペルトゥーラの残りと2016年のクラウスーラの大部分を棒に振った。2016年4月15日に復帰した。 同年、El lobo（狼の意味）という愛称がついた。

## 代表歴
ブラジル出身であるがブラジル代表には年代別併せて招集された事がない。
2013年7月にカナダ代表として出場する考えがある事を明かした。カナダの永住権は有していたが、代表に選ばれるためには国籍が必要であり、チームメイトのジェルソン・コフィーが既に取り組んでいる国籍取得への道を彼も目指す事となった。これについて彼は「バンクーバーは良い都市で、カナダは美しい国だ。出来るならここに決めたい。」と述べた。しかし最終的にはメキシコに移籍した。

## タイトル

### クラブ
ケレタロ
- コパ・メヒコ: 2016アペルトゥーラ
- スーペルコパ・メヒコ: 2017

### 個人
- マルタ・プレミアリーグ得点王: 2009-10
- バンクーバー・ホワイトキャップス年間最優秀選手: 2011, 2013
- カナディアン・チャンピオンシップ得点王: 2013
- MLSオールスター: 2013[25]
- MLS得点王: 2013
- MLS最優秀ゴール: 2013[26]
- リーガMX得点王: 2014アペルトゥーラ